# Wyrm

Coverschriftzug des Romans Wyrm

Wyrm ist ein phantastischer Horror-Roman des deutschen Autors Wolfgang Hohlbein, der 1998 bei den Verlagen Thienemann und Droemer Knaur erschien. Die Geschichte ist im Stil angelehnt an Geschichten von H. P. Lovecraft und zeigt auch über die Verortung in Neuengland und die Erwähnung der fiktiven Stadt Arkham eine direkte Verbindung. Sie spielt im frühen 20. Jahrhundert und dreht sich um einen Landvermesser, der für den Straßenbau zu einem abgelegenen Anwesen fährt und dem dortigen Besitzer mitteilen möchte, dass eine Straße durch das Tal und sein Land gebaut werden soll.

## Entstehung und Hintergrund

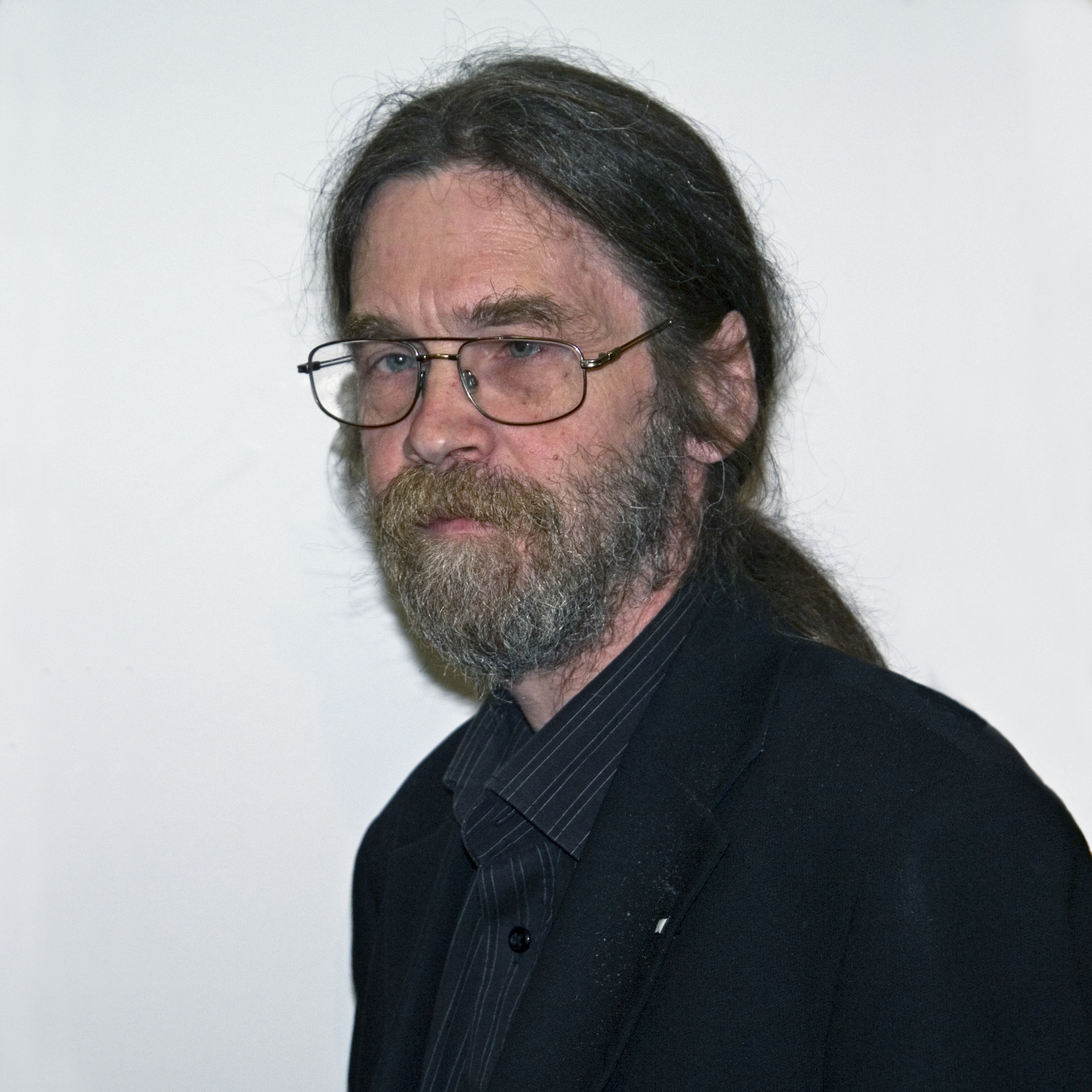
Wolfgang Holbein, 2007

Wyrm wurde als alleinstehender Roman konzipiert, der nicht mit anderen Serien Hohlbeins verbunden ist. Zum Zeitpunkt des Erscheinens von Wyrm war Hohlbein bereits ein etablierter Romanautor und hatte zahlreiche Bücher in den Bereichen Fantasy, Science Fiction und auch Horrorliteratur veröffentlicht. Für Wyrm griff er auf den klassischen Stil der phantastischen Horrorgeschichten nach dem Vorbild von H. P. Lovecraft zurück. Dieser spielte bereits bei früheren Werken Hohlbeins eine wichtige Rolle, vor allem bei dessen Heftromanserie Der Hexer – Die phantastischen Abenteuer des Robert Craven und der darin anschließenden Serie Der Hexer von Salem, die ab 1985 bei Bastei Lübbe erschienen sind.

## Inhalt und formaler Aufbau

### Aufbau und Handlungsorte
Die in Wyrm dargestellte Geschichte ist durchweg fiktiv und folgt einer zeitlich geradlinigen Erzählung. Das Buch ist in 20 durchnummerierte Kapitel unterteilt und wird aus der Erzählperspektive eines übergeordneten Erzählers wiedergegeben, der die konkreten Handlungen wie auch die Gedanken und Erinnerungen der Hauptperson Joffrey Coppelstone wiedergibt, diesen jedoch nie verlässt (personale Erzählsituation). Auch die Hauptorte der Geschichte, Maggoty und das benachbarte Eborat, sind fiktiv, werden jedoch durch die Benennung realer Orte in Neuengland und die Herkunft der Hauptperson aus Providence verortet. Bei seiner Vorstellung bei Morrison beschreibt Coppelstone seinen Zuständigkeitsbereich als „das ganze Gebiet von Providence bis hinunter nach Arkham.“

### Inhalt

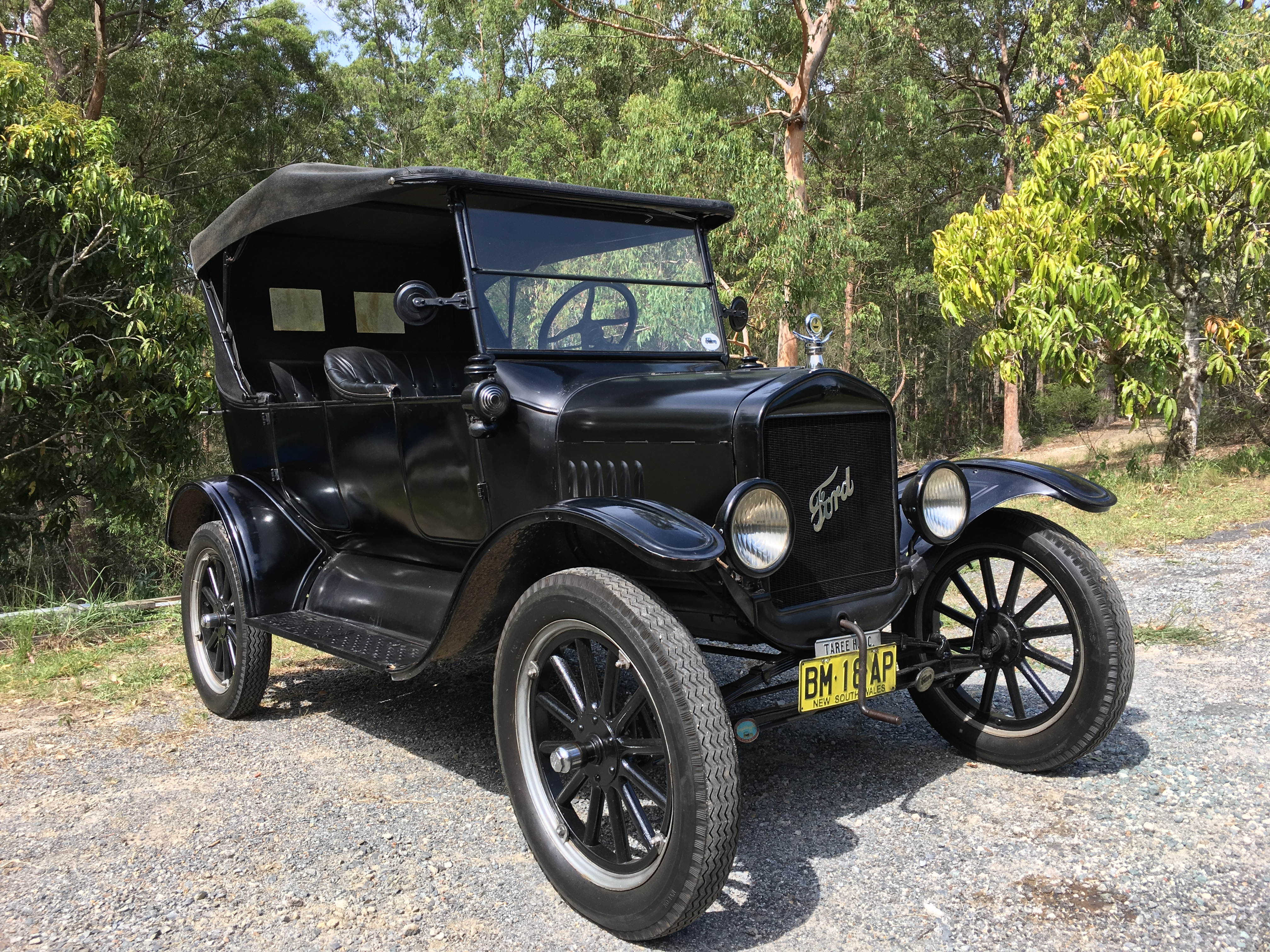
Joffrey Coppelstone fuhr einen neuen Ford Model T, wie er Anfang des 20. Jahrhunderts hergestellt wurde.

Hauptperson der Geschichte ist der in Providence lebende Landvermesser Joffrey Coppelstone, der mit seinem neuen Ford Modell T in eine ländliche Region in Neuengland fährt, um dort dem Besitzer einer Farm in einem abgelegenen Tal im Umland des kleinen Ortes Maggoty über den Bau einer Straße durch dessen Land zu unterrichten. Bei der Anfahrt nutzt er eine mit Schlaglöchern und Rissen durchzogene Straße und sein Fahrzeug kommt zum Stehen, nachdem er in ein besonders großes Loch fährt und dabei seine Vorderachse verbiegt. Er beschließt, zu Fuß weiter zur Farm zu gehen und folgt der Straße, bis er das Anwesen erreicht, das von einem ungewöhnlichen Erdwall umgeben ist. Der eigenwillige Bewohner, der körperlich stark deformierte David Morrison, empfängt ihn abweisend mit einer Schrotflinte, lässt ihn jedoch in sein Haus. Nachdem Coppelstone ihm den Grund seines Kommens mitgeteilt und ihn darauf hingewiesen hatte, dass er die Farm verlassen müsse, weist er ihn jedoch schroff ab und lässt ihn von Francis, der sich später als Morrisons Sohn herausstellt, in den Ort Maggoty bringen. Coppelstone redet dort mit dem Sheriff Buchanan und weist ihn an, die Enteignung von Morrison durchzuführen; auch Buchanan reagiert jedoch abweisend und bringt Coppelstone zum Schmied Karlsson, der mittlerweile das Fahrzeug von Coppelstone von der Straße in den Ort gebracht und dabei notdürftig repariert hatte; besonders auffällig war, dabei, dass alle vier Reifen teilweise komplett aufgelöst waren. Nach einem kurzen Mal in einem kleinen Restaurant geht Coppelstone noch durch den Ort und trifft auf die baufällige Kirche von Maggoty, die verschlossen ist und einen unangenehmen Geruch verströmt. Während er sie genauer untersucht, wird er von Buchanan überrascht, der ihm mitteilt, dass er mit Morrison geredet habe und bis zum nächsten Tag eine Lösung haben sollte. Er schickt Coppelstone zurück zu Karlsson, damit er sein Auto abholen und Maggoty verlassen solle, um die Nacht im benachbarten Eborat zu verbringen. Unter Protest verlässt er Maggoty schließlich mit seinem notdürftig reparierten Fahrzeug.
In Eborat mietet sich Coppelstone ein Zimmer und lernt im Wirtshaus einige Dorfbewohner kennen, die jedoch verstummen, als er Maggoty erwähnt. Der Dorfpriester Reeves setzt sich zu ihm und erklärt ihm die gespannte Lage zwischen den beiden Dörfern und dass „Maggoty dem Bösen anheim gefallen“ sei. Er warnt ihn davor, nochmals nach Maggoty zu fahren und vor allem nachts nicht dort aufzutauchen. Coppelstone wachte am nächsten Morgen jedoch bereits sehr früh auf und verließ den Gasthof bereits vor Sonnenaufgang, um nach Maggoty aufzubrechen. Dort angekommen beobachtet er, dass mehrere Personen mit Petroleumlampen in möchsähnlichen Gewändern aus der Kirche kamen. Er beschließt, die Kirche zu untersuchen und bricht über eine Hintertür in diese ein. Obwohl der Gestank in der Kirche atemberaubend ist, untersucht er die Räume und findet einen verwahrlosten Hauptraum vor, an dessen Wand sich ein verstörendes Bild befindet. Im hinteren Bereich findet er ein Kirchenarchiv mit zahlreichen weitgehend vermoderten Geburtsregistern, von denen er einige an sich nimmt, sowie einen Vorhang, hinter dem eine Treppe in die Tiefe zu einem Gangsystem führt. Als sich Coppelstone wieder auf den Rückweg begibt, trifft er im Kirchenraum auf eine „Scheußlichkeit“, „dick wie sein Oberschenkel“ und „mindestens zehn Fuß lang“. Das Wesen war wurmförmig mit durchscheinendem Körper, es hatte keine Gliedmaßen, der Kopf war augenlos und statt eines Maules hatte es „einen langen, wild peitschenden Saugrüssel“. Es erinnerte Coppelstone an „eine groteske Mischung aus einem riesigen Wurm und einer gigantischen, feucht glänzenden Schnecke.“ Mit seinem Brecheisen gelingt es Coppelstone, das Wesen zu zerschlagen, bevor er aus der Kirche flieht.
Zurück in Eborat lässt er sich ein heisses Bad einlaufen, um den Gestank und Dreck aus der Kirche von Maggoty loszuwerden. Bevor dieses zu ihm gebracht wird, blättert er in den Bänden der Kirchenchronik und findet zu seiner Überraschung darin auch den Namen David Morrison, verwirft eine mögliche Verbindung jedoch aufgrund des Alters des Eintrages. Während er im Bad ist, hört er Geräusche aus dem Nebenzimmer und trifft dort Reeves an, der ihm neue Kleider besorgt. Er erzählt Coppelstone von einer dritten Stadt in der Gegend, Vendom, die nach einem gemeinsamen Aufstand mit Eborat gegen Maggoty und die dortigen Umtriebe vollständig zerstört wurde. Coppelstone will Kontakt mit seiner Behörde in Providence aufnehmen, muss jedoch feststellen, dass das einzige Telefon am Ort keine Verbindung nach außen bekam. Coppelstone fährt erneut nach Maggoty, um sich mit dem Sheriff zu treffen. Dieser teilt ihm mit, dass Morrison alle auf der Farm liegenden Schulden bezahlt habe und eine Zwangsverfügung damit nicht mehr in Frage käme; zudem spricht ihn der Buchanan auf den Einbruch in der Kirche an und warnt Coppelstone, dass sie den Fall aufklären würden. Zurück in Eborat steht das Gasthaus in Flammen. Coppelstone versucht, die Ursache für die unterbrochene Telefonleitung zu ergründen und stellt dabei fest, dass auf der Strecke die Leitung gerissen und mehrere Telegrafenmasten vollständig verschwunden sind. Während er die Region untersucht, wird er von mehreren der wurmartigen Kreaturen attackiert und es gelingt ihm, sie zu töten.
Er beschließt, dass er dem Geheimnis nur auf den Grund gehen kann, wenn er Morrisons Farm beobachten und untersuchen konnte; zudem untersucht er die seltsame Teerstraße. Er wird dabei von Karlsson sowie weiteren Würmern überrascht. Karlsson greift ihn mit seinem Schmiedehammer an, fällt jedoch so unglücklich, dass er selbst von einem der Würmer attackiert und getötet wird. Da die Würmer auch sein Auto zerstört haben, flieht Coppelstone zu Fuß und entscheidet sich dabei, direkt nach Maggoty zu gehen. Er geht davon aus, dass die Bewohner und vor allem der Sheriff mittlerweile nach ihm suchen und Maggoty erscheint ihm als der Ort, an dem sie ihn am wenigsten vermuten. Er kann tatsächlich beobachten, dass Buchanan Suchtrupps zusammenstellt und auch Suchhunde einsetzt, die auf Coppelstone angesetzt werden sollen. In Maggoty beobachtet Coppelstone erneut eine Gruppe von Leuten, die in Kultistengewändern in die Kirche gehen und beschließt, ihnen in den Untergrund zu folgen – auch, weil er davon ausgeht, dass de Hunde bei dem Geruch in der Kirche seine Spur verlieren mussten. Er gelangt entsprechend in die unterirdischen Gänge, denen er über eine lange Strecke folgt. Dabei vermeidet er die direkte Begegnung mit der Gruppe vor ihm und weicht schließlich in einen Seitengang aus, der ihn in eine riesige unterirdische Stadt unterhalb von Morrisons Farm führt, in der Menschen Wurmwesen in einen Brunnen leiten. Zudem trifft er auf Menschen, die ähnlich missgestaltet sind wie Morrison, und ihre Behausungen; bei der Untersuchung wird er allerdings durch Morrison gestellt, der ihm allerdings zur Flucht verhelfen will und ihn in seinem Zimmer auf der Farm versteckt. Coppelstone, der mitbekommen hatte, dass sich auch Reeves in einem Gebäude auf der Farm befand und offensichtlich gefangen gehalten wird, beschließt, diesen zu befreien. Dabei gerät er in einen Hinterhalt und muss feststellen, dass Reeves der Anführer der Dorfbewohner und Kultisten ist. Coppelstone und auch Morrison werden überwältigt und in einen Silo geführt, in dem sich ein riesiger Tank befindet, in dem sich zahlreiche Wesen in unterschiedlichen Phasen der Verwandlung von Menschen zu Wurmwesen befinden. Auch Morrison und Coppelstone sollen in den Tank gestossen werden, Coppelstone gelingt allerdings die Flucht und er kann den Tank mit der brennbaren Flüssigkeit darin anzünden. Er überwältigt Buchanan und flieht aus dem Silo und von der Farm. Es gelingt ihm, sich weit genug zu entfernen, als die gesamte Farm und der Wall darum in einer großen Explosion zerstört werden.
Nach der Explosion geht zurück zu seinem Auto, das er trotz der starken Beschädigung noch starten und fahren kann. Bei seiner Flucht steht allerdings plötzlich der verbrannte und schwer verletzte Reeves vor ihm auf der Straße und beschimpft ihn, dass er das Werk von Generationen zerstört und ein Monstrum freigelassen habe. Coppelstone überfährt ihn und schleift ihn unter seinem Auto mit, bis er nach einer Kurve auf einen riesenhaften Wurm stößt und von der Straße abkommt. Reeves, noch immer am Leben, wird von der Tentakel des Wyrm erfasst und getötet und auch Coppelstone rechnet damit, dass er sterben wird. Der Wyrm lässt ihn allerdings in Frieden und übermittelt ihm telepathisch: „Kreuze nie wieder meinen Weg, Mensch.“

## Rezeption
Wyrm wurde bereits in der ersten Ausgabe von 1998 zu einem Bestseller und damit zu einem kommerziellen Erfolg für den Autoren.
Hohlbein war neben dem Schweizer Schriftsteller Oliver Bendel einer der ersten Autoren, die den aus Japan stammenden Trend von Handyromanen auch in Europa einführten. Auf der Frankfurter Buchmesse 2010 stellte er eine „literarische Schnitzeljagd“ mit dem Handy vor, zu dessen Start die Teilnehmer eine SMS mit dem Inhalt „startwyrm“ an die Nummer 48000 schicken mussten. Mit dem Handy konnten diese nun an ausgewählten Hot-Spots angebrachte QR-Codes scannen und erhielten so einzelne Episoden von Hohlbeins Roman Wyrm mobile geliefert, der auf Wyrm aufbaute. 2013 erschien eine Version des Romans bei Piper, die zudem eine Fortsetzung mit dem Titel Wyrm – Secret Evolution als e-Book enthielt. Hohlbein entwickelte nach eigener Aussage zudem die „erste E-Book- und Handynovelle Europas“ auf der Basis von Wyrm, bestehend aus 43 einzelne Episoden, die man sich wie in einem Abonnement für das Handy oder den E-Reader herunterladen konnte.

## Veröffentlichungen
Die Geschichte Wyrm erschien im Original im Jahr 1998 bei dem Verlag Thienemann und im selben Jahr bei Droemer Knaur. In den folgenden Jahren wurde sie in mehreren Varianten und Ausgaben veröffentlicht, darunter:
- Wolfgang Hohlbein: Wyrm. Thienemann, 1998; ISBN 978-3-5221-7183-0
- Wolfgang Hohlbein: Wyrm. Droemer Knaur, 1998; ISBN 3-426-61868-0
- Wolfgang Hohlbein: Wyrm. Heyne, 2000; ISBN 3-453-16119-X
- Wolfgang Hohlbein: Wyrm. Knaur Taschenbuch, München 2005, ISBN 3-426-61868-0
- Wolfgang Hohlbein: Wyrm mit Wyrm. Secret Evolution. Piper, 2013; ISBN 978-3-492-70298-0

## Belege
1. ↑  Wolfgang Hohlbein: Wyrm. Knaur Taschenbuch, München 2005, ISBN 3-426-61868-0; S. 25.
2. ↑  Wolfgang Hohlbein: Wyrm. Knaur Taschenbuch, München 2005, ISBN 3-426-61868-0; S. 84.
3. ↑  Wolfgang Hohlbein: Wyrm. Knaur Taschenbuch, München 2005, ISBN 3-426-61868-0; S. 100–101.
4. ↑  Wolfgang Hohlbein: Wyrm. Knaur Taschenbuch, München 2005, ISBN 3-426-61868-0; S. 270.
5. ↑  Hikmet Asutay, Oktay Atik, Meryem Demir, Semra Öğretmen Harun Göçerler: Die mit den sich verändernden Jugendkulturen entstandenen neuen Lesearten. In: Годишник на ШУ „Епископ Константин Преславски“ Факултет по хуманитарни науки, том ХХVІ А (Jahrbuch der Fakultät für Geisteswissenschaften „Bischof Konstantin Preslawski“, Band XXVII A), 2015, 2015. S. 336–266, hier S. 246 (Volltext)
6. ↑  Vera Münch: „Es ist an der Zeit, wieder über die Inhalte zu reden“ In: Christine Grond-Rigler, Wolfgang Straub: Literatur und Digitalisierung. Information Wissenschaft & Praxis 8/200, S. 471–476 Volltext.
7. ↑  Wolfgang Straub: Die deutschsprachige Verlagsbranche und die digitalen Bücher. In: Christine Grond-Rigler, Wolfgang Straub: Literatur und Digitalisierung. De Gruyter, 2012; S. 143–161, hier S. 157. doi:10.1515/9783110237887.143.